# Snackbar blues
Snackbar blues är ett soloalbum av Nisse Hellberg, känd från Wilmer X, utgivet 2006 på skivbolaget Bonnier Amigo Music.

## Låtlista
1. "Snackbar blues" - 3:47
2. "Tufft jobb" - 2:54
3. "Låt kvasten gå" - 4:28
4. "En stad som aldrig vaknar" - 2:45
5. "Det kokar ner till ren blues" - 4:00
6. "Kärlekens express" - 3:10
7. "Vår egen stad" - 3:33
8. "Lyckliga gatan" - 3:20
9. "Grön december" - 2:55
10. "Bättre och bättre dag för dag" - 3:37
11. "Blues håll dej undan från mitt hus" - 3:57
12. "Söders största hopp" - 3:46
13. "En man för varje öppet hak" - 4:18
14. "Trettifyran" - 3:07

## Listplaceringar
| Lista (2006-2007) | Topplacering |
| ----------------- | ------------ |
| Sverige           | 2            |